# Augusto III di Polonia
Augusto III di Polonia, o di Sassonia, noto come "il Sassone", o "il Corpulento" (in polacco: August III Sas, August III Gruby; Dresda, 17 ottobre 1696 – Dresda, 5 ottobre 1763), fu elettore di Sassonia, re di Polonia e granduca di Lituania.
Era figlio e successore nei vari titoli di Augusto II di Polonia. Come elettore di Sassonia regnò con il nome di Federico Augusto II.

## Biografia

### Infanzia ed educazione

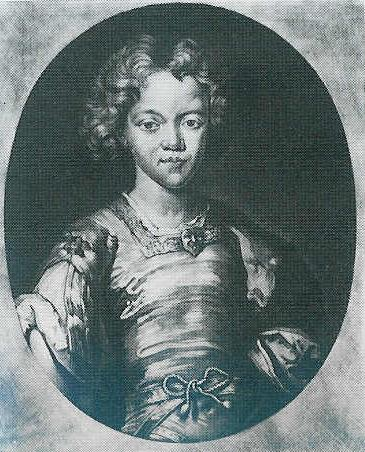
Augusto in tenera età

Augusto nacque a Dresda, in Sassonia, nel 1696, unico figlio legittimo di Augusto II di Polonia, principe elettore di Sassonia e re della Confederazione polacco-lituana che apparteneva alla linea albertina della casa di Wettin. Sua madre era Cristiana Eberardina di Brandeburgo-Bayreuth, figlia di Cristiano Ernesto di Brandeburgo-Bayreuth. A differenza di suo padre, Cristiana rimase una fervente protestante per tutta la vita e non ha mai messo piede nella Polonia cattolica durante i suoi 30 anni di servizio come regina consorte. Nonostante le pressioni di Augusto II, non fu mai incoronata a Wawel. Questa mossa fu vista dalla nobiltà polacca come una provocazione e fin dall'inizio il principe fu trattato con pregiudizio in Polonia.

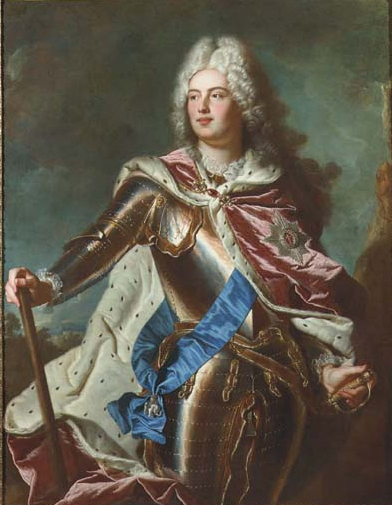
Augusto di Polonia diciannovenne in un ritratto di Hyacinthe Rigaud, 1715.

Fin dai suoi primi anni, Augusto fu preparato per succedere come re di Polonia-Lituania; i migliori tutor furono assunti da tutto il continente e il principe studiò polacco, tedesco, francese e latino. Gli fu insegnato il russo, ma non era in grado di parlarlo fluentemente, così come le scienze esatte tra cui matematica, chimica e geografia. Ha anche praticato l'equitazione in gioventù. Mentre suo padre trascorreva del tempo in Polonia, il giovane Augusto fu lasciato alle cure di sua nonna, la principessa Anna Sofia di Danimarca, che inizialmente lo allevò come luterano. Ciò era particolarmente sfavorevole per i polacchi, che non avrebbero accettato o tollerato un monarca protestante. Di conseguenza, il travagliato Augusto II organizzò per suo figlio un tour, sotto la supervisione del governatore della Lituania Joseph Kosa (Jan Kos), dei paesi cattolici in Europa sperando di avvicinarlo al cattolicesimo e avrebbe spezzato il legame tra lui e la nonna. A Venezia l'entourage polacco sventò un tentativo di rapimento organizzato da agenti britannici della regina Anna per impedirgli di convertirsi. Assistette anche all'incoronazione di Carlo VI nel 1711 dopo la morte del fratello e predecessore, Giuseppe I.
Augusto alla fine si convertì al cattolicesimo nel novembre 1712 durante il suo soggiorno in Italia. L'annuncio pubblico della conversione nel 1717 scatenò il malcontento tra l'aristocrazia protestante sassone. Di fronte a una successione cattolica ereditaria per la Sassonia, la Prussia e l'Hannover tentarono di estromettere la Sassonia dalla direzione dell'organo protestante nel Reichstag del Sacro Romano Impero, ma la Sassonia riuscì a mantenere la direzione.
Il 26 settembre 1714 Augusto fu accolto calorosamente da Luigi XIV di Francia a Versailles. Luigi XIV si rallegrò quando seppe che Augusto si era convertito al cattolicesimo. Il giovane principe partecipò a balli, feste in maschera e feste private che venivano ospitate dallo stesso Re Sole. Durante questo periodo, Augusto migliorò la sua conoscenza della lingua francese e imparò ad avvicinarsi alla politica e alla diplomazia. Nel giugno 1715 partì da Versailles e viaggiò attraverso la Francia, visitando Bordeaux, Moissac, Tolosa, Carcassonne, Marsiglia e Lione. Oltre alle visite turistiche, lo scopo di questo viaggio era capire come funzionano città e villaggi. Essendo cresciuto nel lusso, Augusto non era del tutto consapevole di quanto potesse essere estese la povertà e le cattive condizioni di vita nelle campagne.

## Matrimonio

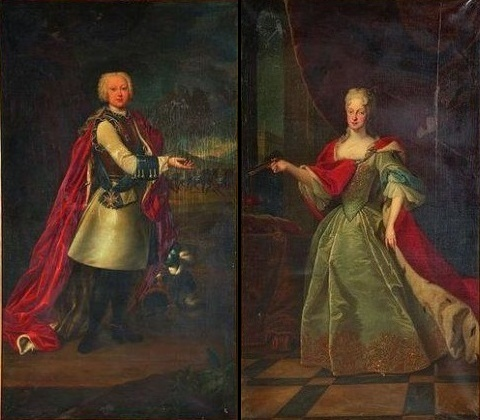
Augusto III e Maria Giuseppa d'Austria di Louis de Silvestre

Il 20 agosto 1719 Augusto sposò a Vienna, Maria Giuseppa d'Austria (8 dicembre 1699–7 novembre 1757), figlia del defunto imperatore Giuseppe I e nipote di Carlo VI del Sacro Romano Impero, alla cui incoronazione partecipò il giovane Augusto. Questo matrimonio non è stato casuale; Augusto II lo organizzò per mantenere la potenza della Sassonia all'interno del Sacro Romano Impero. L'alleanza con il cattolico Carlo si sarebbe rivelata fruttuosa in caso di opposizione ostile o armata da parte degli stati protestanti all'interno dell'Impero. Dieci giorni prima, il 10 agosto 1719, Maria Giuseppa fu costretta a rinunciare alla sua pretesa al trono d'Austria in favore della figlia di suo zio, Maria Teresa. In conformità con la Pragmatica Sanzione del 1713 emesso da Carlo VI, in cui stabiliva che in mancanza di un'erede maschio, la figlia maggiore avrebbe potuto ereditare il trono d'Austria. Augusto II sperava anche di mettere la Sassonia in una posizione migliore se fosse scoppiata una guerra di successione nei territori austriaci.
La celebrazione del matrimonio a Dresda è stata una delle più sfarzose e costose dell'era barocca in Europa. Oltre 800 ospiti sono stati invitati per una celebrazione di 2 settimane. Il banchetto principale si è tenuto in una sala che è stata trasformata in una miniera d'argento artificiale per stupire gli invitati. Oltre ai piatti esotici, per la festa sono stati portati oltre 500 cervi dalla foresta di Białowieża. Per questa occasione furono spesi circa 4 milioni di talleri.
La coppia ebbe quindici figli:
1. Federico Augusto Francesco Saverio di Sassonia (1720 – 1721), principe di Polonia e duca in Sassonia;
2. Giuseppe Augusto Guglielmo Federico Francesco Saverio Giovanni Nepomuceno di Sassonia (1721 – 1728), principe di Polonia e duca in Sassonia;
3. Federico Cristiano di Sassonia (Dresda, 5 settembre 1722 – ivi, 17 dicembre 1763), principe di Polonia ed elettore di Sassonia
4. Figlia nata morta (23 giugno 1723)
5. Maria Amalia Cristina Francesca Saveria Flora Walburga (1724 – 1760), principessa di Polonia e duchessa in Sassonia, sposò il re Carlo III di Spagna;
6. Maria Margherita Francesca Saveria (1727 – 1734), principessa di Polonia e duchessa in Sassonia;
7. Maria Anna Sofia Sabina Angela Francesca Saveria (1728 – 1797) principessa di Polonia e duchessa in Sassonia, sposata all'elettore Massimiliano III Giuseppe di Baviera;
8. Francesco Saverio (1730 – 1806), principe di Polonia e duca in Sassonia, conte di Lusazia, sposò la nobildonna italiana Chiara Spinucci;
9. Maria Giuseppa Carolina Eleonora Francesca Saveria di Sassonia, (1731 – 1767), principessa di Polonia e duchessa in Sassonia, sposata con Luigi Ferdinando di Francia, delfino di Francia (1729 – 1765), figlio di Luigi XV;
10. Carlo Cristiano Giuseppe di Sassonia (1733 – 1796), principe di Polonia e duca in Sassonia, duca regnante di Curlandia e di Semigallia;
11. Maria Cristina di Sassonia (1735 – 1782), principessa di Polonia e duchessa in Sassonia, dal 1773 badessa di Remiremont;
12. Maria Elisabetta Apollonia di Sassonia (1736 – 1818), principessa di Polonia e duchessa in Sassonia;
13. Alberto di Sassonia (1738 – 1822), principe di Polonia, duca in Sassonia, duca di Teschen, governatore generale d'Ungheria e poi dei Paesi Bassi asburgici, sposò l'arciduchessa Maria Cristina d'Austria;
14. Clemente Augusto Venceslao di Sassonia (1739 – 1812), principe di Polonia e duca in Sassonia, canonico di Colonia, prevosto di St. Johann und Ellwangen, principe-vescovo di Freising, Ratisbona e Augusta, principe elettore e arcivescovo di Treviri;
15. Maria Cunegonda Dorotea Edvige Francesca Saveria Fiorentina di Sassonia, (1740 – 1826), principessa di Polonia e duchessa in Sassonia, badessa di Thorn ed Essen.

## Regno

### Lotte per la successione

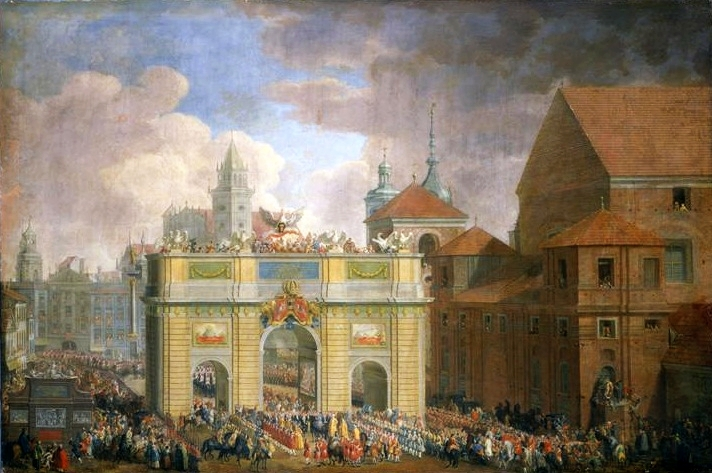
L'entrata di Augusto III a Varsavia

Augusto II morì improvvisamente il 1 febbraio 1733, a seguito di una sessione del Sejm (parlamento polacco) a Varsavia. Augusto III ereditò senza problemi l'elettorato sassone, ma la sua elezione al trono polacco fu molto più complicata. Poco prima della morte del re, la Prussia, l'Austria e la Russia firmarono un patto noto come Trattato delle tre aquile nere, che avrebbe impedito ad Augusto III e Stanislao Leszczyński di ereditare il trono polacco. Le elezioni reali in Polonia e la monarchia elettiva, in generale, indebolirono il paese e permisero ad altre potenze di intromettersi negli affari polacchi. I paesi vicini che firmarono il trattato preferivano un monarca neutrale come l'Infante Manuele, conte di Ourém, fratello di Giovanni V del Portogallo, o qualsiasi parente vivente della dinastia dei Piast. L'accordo prevedeva che tutte e tre le potenze concordassero sul fatto che era nel loro interesse che il loro vicino comune, il Commonwealth polacco-lituano, non intraprendesse alcuna riforma che potesse rafforzarlo e innescare l'espansionismo. Il nuovo re avrebbe dovuto anche mantenere relazioni amichevoli con questi paesi.
Il trattato divenne rapidamente inefficace poiché la Prussia iniziò a sostenere Leszczyński e gli permise un passaggio sicuro dalla Francia alla Polonia attraverso le terre tedesche. Di conseguenza, l'Austria e la Russia firmarono il 19 agosto 1733 il Trattato di Löwenwolde. I termini del trattato di Löwenwolde erano diretti: la Russia optò per un quid pro quo: avrebbe fornito truppe per garantire che Augusto III fosse eletto re e, a sua volta, Augusto avrebbe riconosciuto Anna Ivanovna come imperatrice di Russia, rinunciando così alle rivendicazioni polacche su Livonia e Curlandia. L'Austria ricevette la promessa che, in qualità di re, Augusto avrebbe rinunciato a qualsiasi pretesa alla successione austriaca e avrebbe continuato a rispettare la pragmatica sanzione del 1713.

### Guerra di successione polacca
Augusto sulla sua candidatura al trono polacco fu contrastato da Stanislao Leszczyński, che aveva usurpato il trono con il sostegno svedese durante la Grande guerra del Nord. Regnando dal 1706 al 1709, Stanislao fu rovesciato dopo la sconfitta svedese a Poltava. Di ritorno dall'esilio nel 1733 con il sostegno di Luigi XV di Francia e Spagna, Stanislao scatenò la guerra di successione polacca.
Per tutta la primavera e l'estate del 1733, la Francia iniziò a mobilitare e stazionare forze lungo i suoi confini settentrionali e orientali, mentre l'Austria ammassò truppe sulla frontiera polacca, riducendo allo scopo le guarnigioni nel Ducato di Milano. Il principe Eugenio di Savoia raccomandò all'imperatore un atteggiamento più bellicoso contro il suo rivale di lunga data, la Francia. Suggerì che la valle del Reno e l'Italia settentrionale dovevano essere rafforzate con più truppe, tuttavia sono stati compiuti solo passi minimi per migliorare le difese imperiali sul Reno. Nel luglio 1733, Augusto accettò i termini dell'Austria e della Russia secondo il Trattato di Löwenwolde. Durante il sejm elettorale di agosto, le truppe russe contano 30 000 uomini sotto il comando di Peter Lacy, che entrò in Polonia per assicurarsi la successione di Augusto. L'elezione venne vinta da Stanislao, con 12 000 voti. Augusto ne ricevette 3 000, tuttavia, ebbe il sostegno dei magnati influenti, più ricchi e più corrotti della Polonia, come Michał Serwacy Wiśniowiecki.
Il 10 ottobre la coalizione franco-spagnola dichiarò guerra all'Austria e alla Sassonia. Anche gli stati italiani di Savoia, Sardegna e Parma si unirono alla lotta contro il dominio austriaco nel nord Italia. La maggior parte delle battaglie si svolsero al di fuori della Polonia e l'obiettivo principale della guerra erano gli interessi personali e la dimostrazione di superiorità. Le forze russo-sassoni inseguirono Stanislao fino a quando fu assediato a Danzica il 22 febbraio 1734. A giugno, quando le guarnigioni di Danzica si arresero, Stanislao fuggì a Königsberg e poi tornò in Francia. Il Sejm di pacificazione nel 1736 confermò de facto Augusto III come re di Polonia e granduca di Lituania.

### Polonia
Come re, Augusto III non era interessato agli affari del suo dominio polacco-lituano, concentrandosi invece sulla caccia, l'opera e la collezione di opere d'arte presso la Gemäldegalerie Alte Meister. Trascorse meno di tre anni del suo regno trentennale in Polonia, dove le faide politiche tra la Casa di Czartoryski e i Potocki paralizzarono il Sejm, favorendo l'anarchia politica interna e indebolendo il Commonwealth. Augusto delegò la maggior parte dei suoi poteri e responsabilità a Heinrich von Brühl, che servì in effetti come viceré della Polonia. Brühl a sua volta lasciò la politica in Polonia ai magnati e ai nobili più potenti, il che provocò una diffusa corruzione. Sotto Augusto, la Polonia non fu coinvolta in grandi conflitti che diminuirono ulteriormente la sua posizione in Europa e permisero ai paesi vicini di approfittare del disordine. Ogni opposizione è stata violentemente schiacciata da Brühl, che utilizzando le forze sassoni o russe che stazionavano permanentemente nel paese.
Brühl era un abile diplomatico e stratega; Augusto poteva essere raggiunto solo attraverso di lui se fosse sorta un'importante faida politica. Era anche il capo della corte sassone di Dresda ed era appassionato di oggetti da collezione, come gadget, gioielli e porcellane di Meissen, il più famoso dei quali è il servizio del cigno composto da 2.200 pezzi singoli realizzati tra il 1737 e il 1741. È stato descritto come "il miglior servizio da tavola mai prodotto" e parte di esso è esposto al Museo nazionale di Varsavia. Possedeva anche la più grande collezione di orologi, gilet, parrucche e cappelli in Europa, anche se questo non può essere valutato con precisione.
Nel 1748 Augusto III completò l'ampliamento del Palazzo Sassone a Varsavia e diede un contributo significativo alla ristrutturazione del Castello Reale. Nel 1750 von Brühl acquistò una residenza adiacente al Palazzo Sassone e la trasformò in un capolavoro rococò, che in seguito divenne noto come Palazzo Brühl. Entrambi gli edifici furono completamente distrutti dai nazisti durante la seconda guerra mondiale.

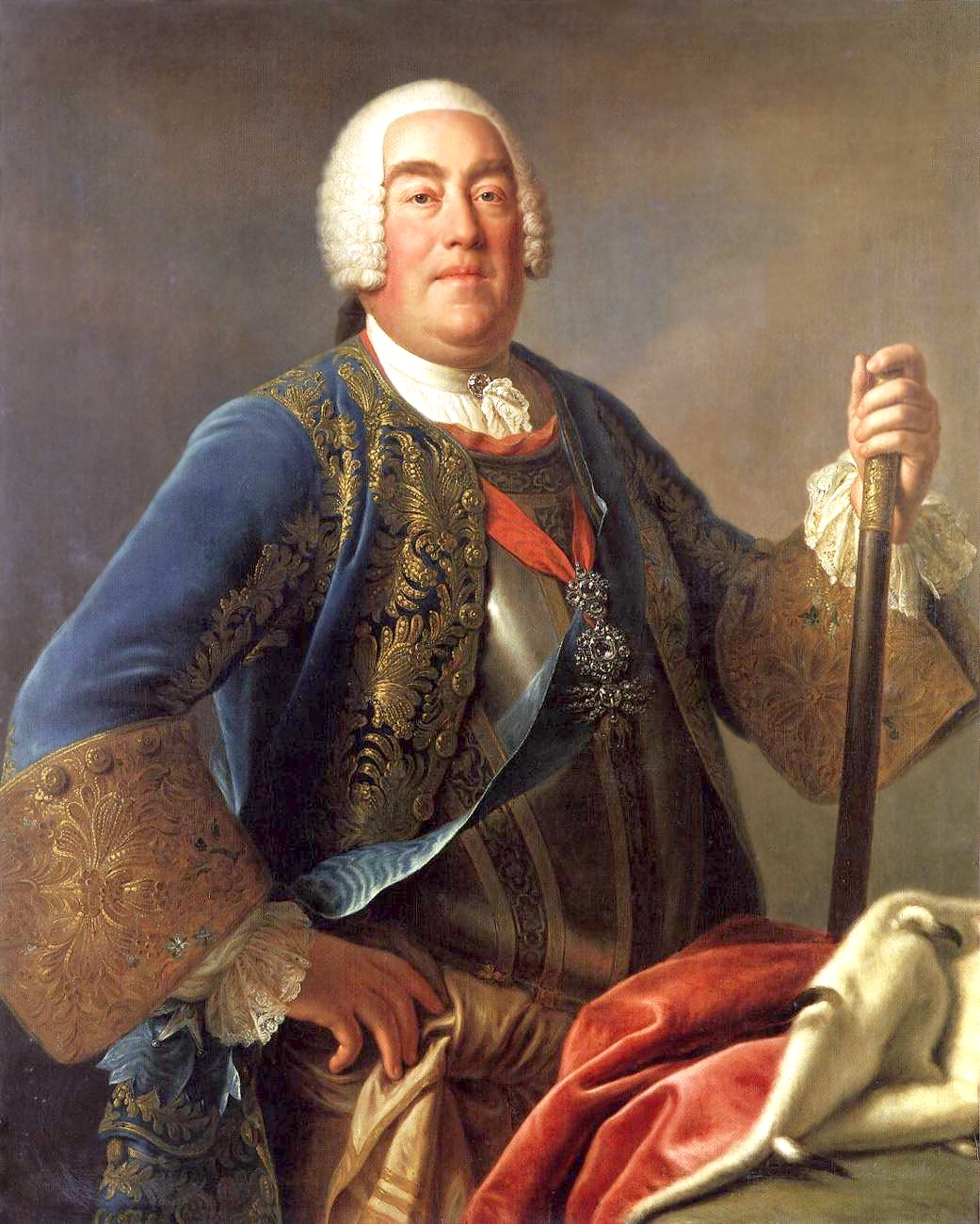
Augusto III ritratto dal pittore Pietro Rotari

### Guerra di successione austriaca
Con il matrimonio con l'arciduchessa Maria Giuseppa, Augusto fu obbligato ad accettare la successione di sua cugina, Maria Teresa, come imperatrice del Sacro Romano Impero. La Sassonia mediava tra l'amichevole fazione francese e la fazione asburgica di Maria Teresa. Tra il 1741 e il 1742 la Sassonia si alleò con la Francia, ma cambiò schieramento con l'aiuto dei diplomatici austriaci.
Nei primi giorni di dicembre 1740 i prussiani si radunarono lungo il fiume Oder e il 16 dicembre Federico invase la Slesia senza una formale dichiarazione di guerra. Le truppe austriache che allora stazionavano in Slesia erano scarsamente rifornite e in inferiorità numerica poiché gli Asburgo concentrarono la loro forza suprema su Ungheria e Italia. Si aggrapparono alle fortezze di Głogów, Breslavia e Brzeg, ma abbandonarono il resto della regione e si ritirarono in Moravia. Questa campagna diede alla Prussia il controllo della maggior parte delle province più ricche dell'Impero asburgico, con il centro commerciale di Breslavia e le industrie minerarie, tessili e di tintura. La Slesia era anche ricca di risorse naturali come carbone, gesso, rame e oro.
La Sassonia si unì all'Austria nella seconda guerra di Slesia, che scoppiò dopo che la Prussia proclamò di mantenere Carlo VII come imperatore del Sacro Romano Impero e invase la Boemia il 15 agosto 1744. La vera causa dietro l'invasione erano le idee e gli obiettivi espansionistici personali di Federico II. L'8 gennaio 1745, il Trattato di Varsavia unì la Gran Bretagna, la monarchia asburgica, la Repubblica olandese e la Sassonia in quella che divenne nota come la "Quadrupla Alleanza", che mirava a garantire il trono austriaco a Maria Teresa. Poco dopo Carlo VII morì di gotta a Monaco. Tuttavia, la Prussia manteneva ancora la superiorità militare; le vittoriose battaglie di Hennersdorf e Kesselsdorf aprirono la strada a Dresda, che Federico II occupò il 18 dicembre. Il trattato di Dresda fu infine firmato il giorno di Natale (25 dicembre) e la Sassonia fu obbligata a pagare un milione di rixdollari allo stato prussiano. Il trattato pose fine alla seconda guerra di Slesia con uno status quo ante bellum.
Maria Teresa fu finalmente riconosciuta come imperatrice con il trattato di Aix-la-Chapelle nel 1748, che si rivelò una vittoria di Pirro per Augusto III, in quanto il conflitto portò quasi alla bancarotta la Sassonia. Nel frattempo, gli affari in Polonia continuarono ad essere trascurati.

### Guerra dei sette anni
L'Elettorato di Sassonia fu coinvolto nella Guerra dei Sette Anni dal 1756 al 1763. I Sassoni erano alleati con l'Austria e la Russia contro Federico il Grande, che vedeva la Sassonia come un altro potenziale campo di espansione. La Sassonia era allora solo una zona cuscinetto tra la Prussia e la Boemia austriaca, nonché la Slesia, che Federico tentò di annettere nella loro interezza. Inoltre, Sassonia e Polonia erano separate da una striscia di terra in Slesia e Lusazia che rendeva ancora più difficile il movimento delle truppe. I piani di Federico prevedevano anche l'annessione del Ducato di Hannover. Il 29 agosto 1756, l'esercito prussiano invase preventivamente la Sassonia, dando inizio alla terza guerra di Slesia. La Sassonia fu dissanguata e sfruttata al massimo per sostenere lo sforzo bellico della Prussia. Il trattato di Hubertusburg firmato il 15 febbraio 1763 pose fine al conflitto con la vittoria di Federico e la Sassonia rinunciò alla sua pretesa sulla Slesia.

## Morte

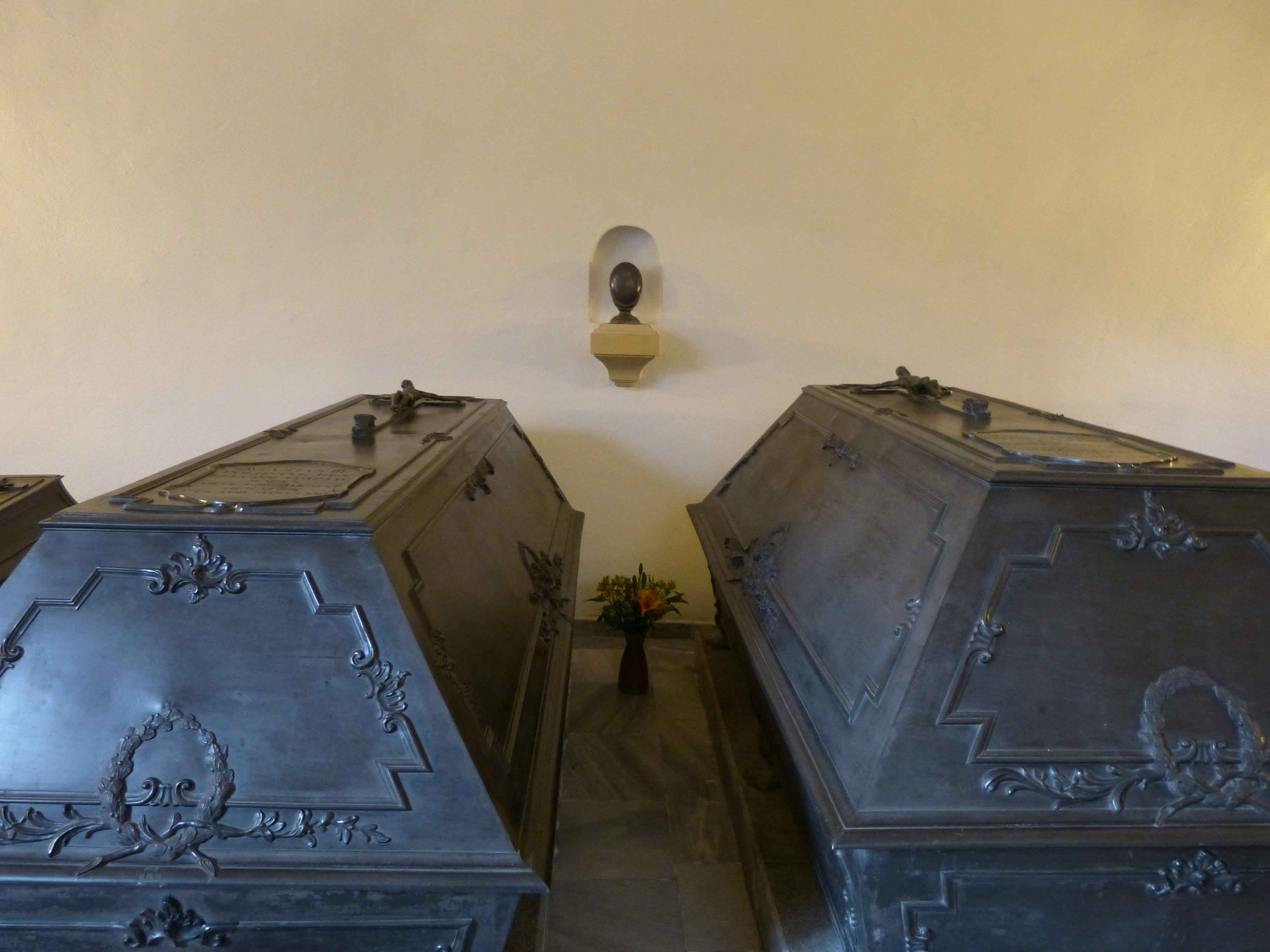
La tomba di Augusto III e Maria Giuseppa d'Austria nella Cripta Wettin della Cattedrale della Santissima Trinità a Dresda

Nell'aprile 1763, Augusto tornò malato e fragile dalla Polonia a Dresda con i suoi più stretti consiglieri, lasciando il primate Władysław Aleksander Łubieński a occuparsi degli affari nella Rzeczopospolita. Morì improvvisamente il 5 ottobre 1763 a Dresda per apoplessia. A differenza di suo padre che riposa a Wawel, Augusto III fu sepolto nella cattedrale di Dresda e rimane uno dei pochi monarchi polacchi sepolti fuori dalla Polonia.
Il figlio maggiore sopravvissuto di Augusto, Federico Cristiano di Sassonia, succedette a suo padre come Elettore ma morì due mesi e mezzo dopo.
Un colpo di Stato sostenuto dalla Russia in Polonia, istigato dalla famiglia Czartoryski, aveva portato all'elezione di Stanislao II Augusto Poniatowski come re di Polonia e granduca di Lituania il 7 settembre 1764 con il nome di Stanisław II. Poniatowski era figlio del vecchio Stanislao Poniatowski, un potente nobile polacco e un tempo agente di Stanislao I; era un amante di Caterina II di Russia e in quanto tale godeva di un forte sostegno da parte della corte imperiale.

## Eredità

### Patrono delle arti
Augusto III fu un grande mecenate delle arti e dell'architettura. Durante il suo regno fu costruita la chiesa cattolica barocca della corte reale di Dresda (l'attuale cattedrale di Dresda), nella quale fu successivamente sepolto come uno dei pochi re polacchi sepolti fuori dalla cattedrale del Wawel a Cracovia. Ampliò notevolmente la pinacoteca di Dresda, tanto che nel 1747 fu collocata in una nuova sede presso l'attuale Johanneum, dove rimase fino al 1855 quando fu trasferita nella nuova Sempergalerie. Nel 1748 fondò a Varsavia il Teatro dell'Opera e il Collegium medico-chirurgicum, la prima scuola di medicina a Dresda. Durante il suo regno fu completato l'ampliamento del Palazzo Sassone di Varsavia, iniziato dal padre Augusto II, e fu ordinata la ricostruzione della facciata orientale del Castello Reale, creando così la cosiddetta Facciata Sassone.
Nel 1733, il compositore Johann Sebastian Bach dedicò ad Augusto la Messa Kyrie-Gloria in si minore, BWV 232 I (prima versione), in onore della sua successione all'elettorato sassone, con la speranza di essere nominato Compositore di corte, titolo che Bach ricevette tre anni dopo. Augusto III fu anche il mecenate del compositore Johann Adolf Hasse, a cui fu concesso il titolo di maestro di cappella reale-polacco ed elettorale-sassone dal padre, Augusto II, nel 1731, e grazie ad Augusto III lo stesso titolo fu ottenuto nel 1716 dal compositore Johann David Heinichen.

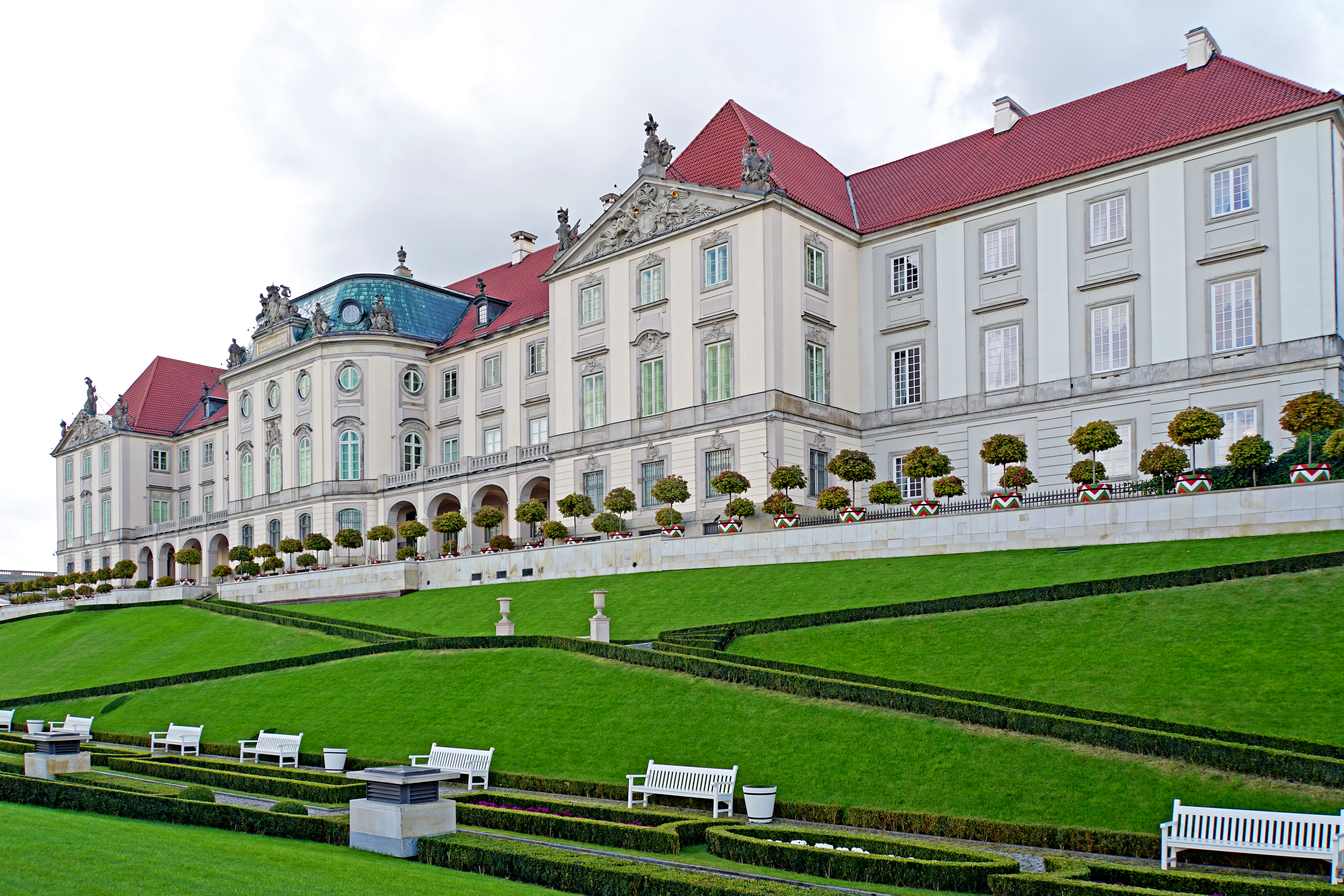
Facciata sassone del castello reale di Varsavia.

### Vita personale e critica
Nel 1732, un prete francese di nome Gabriel Piotr Baudouin fondò il primo orfanotrofio in Polonia, situato nel centro storico di Varsavia. La struttura fu successivamente spostata nella vicina piazza Warecki (ora piazza dell'insurrezione di Varsavia), e nel 1758 Augusto III decretò che la nuova istituzione si chiamasse Szpital Generalny Dzieciątka Jezus (l'ospedale generale di Gesù Bambino). Augusto III rimase un uomo caritatevole per tutta la vita e faceva donazioni all'ospedale. Anche il suo successore, Stanislao Augusto, contribuì alla causa.
Nonostante i suoi modi caritatevoli, Augusto III era visto in Polonia come un monarca impotente, obeso, brutto e pigro senza alcun interesse per gli affari di stato. Tali aspre critiche e opinioni continuano ancora oggi. D'altra parte, lo storico Jacek Staszewski è riuscito a trovare una descrizione di Augusto negli archivi di Dresda alla fine degli anni '80; era considerato un uomo onesto e affettuoso, ampiamente rispettato durante il suo regno sia dai Sassoni che dai Polacchi. Nella sua vita personale, Augusto fu un devoto marito di Maria Giuseppa, dalla quale ebbe sedici figli. A differenza di suo padre, che era un famigerato donnaiolo, non fu mai infedele e amava passare il tempo con la moglie, cosa insolita tra i reali di quei tempi.

## Ascendenza
|                                              |                                         |                                           | Genitori                                  |  |  | Nonni |  |  | Bisnonni                        |  |  | Trisnonni                      |  |
|                                              |                                         |                                           |                                           |  |  |       |  |  | Giovanni Giorgio II di Sassonia |  |  | Giovanni Giorgio I di Sassonia |  |
|                                              |                                         |                                           |                                           |  |  |       |  |  | Giovanni Giorgio II di Sassonia |  |  | Giovanni Giorgio I di Sassonia |  |
|                                              |                                         | Maddalena Sibilla di Hohenzollern         |                                           |  |  |       |  |  | Giovanni Giorgio II di Sassonia |  |  |                                |  |
| Giovanni Giorgio III di Sassonia             |                                         |                                           |                                           |  |  |       |  |  | Giovanni Giorgio II di Sassonia |  |  |                                |  |
|                                              |                                         | Maddalena Sibilla di Brandeburgo-Bayreuth | Cristiano di Brandeburgo-Bayreuth         |  |  |       |  |  |                                 |  |  |                                |  |
|                                              |                                         | Maddalena Sibilla di Brandeburgo-Bayreuth | Cristiano di Brandeburgo-Bayreuth         |  |  |       |  |  |                                 |  |  |                                |  |
|                                              |                                         | Maddalena Sibilla di Brandeburgo-Bayreuth | Maria di Hohenzollern                     |  |  |       |  |  |                                 |  |  |                                |  |
| Augusto II di Polonia                        |                                         | Maddalena Sibilla di Brandeburgo-Bayreuth |                                           |  |  |       |  |  |                                 |  |  |                                |  |
|                                              |                                         | Federico III di Danimarca                 | Cristiano IV di Danimarca                 |  |  |       |  |  |                                 |  |  |                                |  |
|                                              |                                         | Federico III di Danimarca                 | Cristiano IV di Danimarca                 |  |  |       |  |  |                                 |  |  |                                |  |
|                                              |                                         | Federico III di Danimarca                 | Anna Caterina del Brandeburgo             |  |  |       |  |  |                                 |  |  |                                |  |
| Anna Sofia di Danimarca                      |                                         | Federico III di Danimarca                 |                                           |  |  |       |  |  |                                 |  |  |                                |  |
|                                              |                                         | Sofia Amelia di Brunswick e Lüneburg      | Giorgio di Brunswick-Lüneburg             |  |  |       |  |  |                                 |  |  |                                |  |
|                                              |                                         | Sofia Amelia di Brunswick e Lüneburg      | Giorgio di Brunswick-Lüneburg             |  |  |       |  |  |                                 |  |  |                                |  |
|                                              |                                         | Sofia Amelia di Brunswick e Lüneburg      | Anna Eleonora d'Assia-Darmstadt           |  |  |       |  |  |                                 |  |  |                                |  |
| Augusto III di Polonia                       |                                         | Sofia Amelia di Brunswick e Lüneburg      |                                           |  |  |       |  |  |                                 |  |  |                                |  |
|                                              | Ermanno Augusto di Brandeburgo-Bayreuth | Cristiano di Brandeburgo-Bayreuth         |                                           |  |  |       |  |  |                                 |  |  |                                |  |
|                                              | Ermanno Augusto di Brandeburgo-Bayreuth | Cristiano di Brandeburgo-Bayreuth         |                                           |  |  |       |  |  |                                 |  |  |                                |  |
|                                              | Ermanno Augusto di Brandeburgo-Bayreuth | Maria di Hohenzollern                     |                                           |  |  |       |  |  |                                 |  |  |                                |  |
| Cristiano Ernesto di Brandeburgo-Bayreuth    | Ermanno Augusto di Brandeburgo-Bayreuth |                                           |                                           |  |  |       |  |  |                                 |  |  |                                |  |
|                                              |                                         | Sofia di Brandeburgo-Ansbach              | Gioacchino Ernesto di Brandeburgo-Ansbach |  |  |       |  |  |                                 |  |  |                                |  |
|                                              |                                         | Sofia di Brandeburgo-Ansbach              | Gioacchino Ernesto di Brandeburgo-Ansbach |  |  |       |  |  |                                 |  |  |                                |  |
|                                              |                                         | Sofia di Brandeburgo-Ansbach              | Sofia di Solms-Laubach                    |  |  |       |  |  |                                 |  |  |                                |  |
| Cristiana Eberardina di Brandeburgo-Bayreuth |                                         | Sofia di Brandeburgo-Ansbach              |                                           |  |  |       |  |  |                                 |  |  |                                |  |
|                                              |                                         | Eberardo III di Württemberg               | Giovanni Federico di Württemberg          |  |  |       |  |  |                                 |  |  |                                |  |
|                                              |                                         | Eberardo III di Württemberg               | Giovanni Federico di Württemberg          |  |  |       |  |  |                                 |  |  |                                |  |
|                                              |                                         | Eberardo III di Württemberg               | Barbara Sofia di Brandeburgo              |  |  |       |  |  |                                 |  |  |                                |  |
| Sofia Luisa di Württemberg                   |                                         | Eberardo III di Württemberg               |                                           |  |  |       |  |  |                                 |  |  |                                |  |
|                                              |                                         | Anna Caterina Dorotea di Salm-Kyrburg     | Giovanni Casimiro di Salm-Kyrburg         |  |  |       |  |  |                                 |  |  |                                |  |
|                                              |                                         | Anna Caterina Dorotea di Salm-Kyrburg     | Giovanni Casimiro di Salm-Kyrburg         |  |  |       |  |  |                                 |  |  |                                |  |
|                                              |                                         | Anna Caterina Dorotea di Salm-Kyrburg     | Dorotea di Solms-Laubach                  |  |  |       |  |  |                                 |  |  |                                |  |
|                                              |                                         | Anna Caterina Dorotea di Salm-Kyrburg     |                                           |  |  |       |  |  |                                 |  |  |                                |  |